# Potentilla weddellii
Potentilla weddellii là loài thực vật có hoa trong họ Hoa hồng. Loài này được J.F. Macbr. miêu tả khoa học đầu tiên năm 1938.